# 観蔵寺 (葛飾区高砂)
観蔵寺（かんぞうじ）は、東京都葛飾区にある真言宗豊山派の寺院。新四国四箇領八十八箇所霊場第26番札所。

## 歴史
1469年（文明元年）、僧空性坊によって開山された。1538年（天文7年）と1564年（永禄7年）の二度にわたる国府台合戦で廃寺化したが、1653年（承応2年）に隆敬法印が中興した。江戸時代は高砂天祖神社の別当寺であった。
当寺には、かつて無桃軒石鵬筆の「金亀山神宮院観蔵寺景園之記」と呼ばれる巻物があったが、現在は行方不明となっている。
現在の本堂は、1914年（大正3年）に再建されたものである。

## 交通アクセス
- 京成高砂駅より徒歩4分（経路案内）。